# Margarida de Borbó-Dampierre
 Margarida de Borbó-Dampierre , també coneguda com a  Margarida de Navarra  (1211 - 12 d'abril de 1256) va ser la tercera i última esposa de Teobald I de Navarra, es va convertir en comtessa de Xampanya i reina de Navarra. Margarida era la filla de Arquimbald VIII de Borbó i la seva primera esposa Guigona de Forez.

## Matrimoni
El 1232 es va casar amb Teobald I de Navarra i comte de Xampanya. Els seus fills van ser:
- Elionor (1233 -?), Va morir jove
- Pere (? -1265)
- Margarida de Navarra en 1255 es va casar amb Frederic III de Lorena (1238-1303)
- Teobald II de Navarra (1238-1270) casat en 1255 Isabel de França i de Provença
- Beatriu de Navarra (1242-1295), va casar en 1258 amb Hug IV de Borgonya (1212-1272)
- Enric I de Navarra es va casar amb Blanca d'Artois en 1269

## Viudetat
Teobald va morir el 1253, Margarida va actuar com a regent del seu fill gran, Teobald amb Jaume I d'Aragó fins que va arribar a la majoria d'edat en 1256.
Els reis de Castella tenien una antiga pretensió al regne de Navarra en els Pirineus, i des de 1250 Ferran III de Castella i el seu hereu, Alfons X de Castella, esperava que Elionor de Castella es casaria amb Teobald II de Navarra. en lloc de fer-ho i per eludir el control castellà, Margarida en 1252 es va aliar amb Jaume I d'Aragó, i com a part d'aquest tractat va prometre solemnement que Teobald mai es casaria amb Leonor.
Margarida amb el temps va fer que Teobald es casés amb Isabel, filla de Lluís IX de França i Margarida de Provença.
Elionor de Castella més tard es va casar amb Eduard I d'Anglaterra i va tenir setze fills.
Margarida va morir a Brie el 12 abril 1256. Està enterrada a Clairval.

## Descendents
El fill de Margarida Enric era el pare de Joana I de Navarra qui es va casar amb Felip IV de França el 1284. Joana i Felip van ser els pares de Lluís X de França, Felip V de França, Carles IV de França i Isabel de França. Isabel era la mare d'Eduard III d'Anglaterra i Juana de la Torre. Luis X era el pare de Joana II de Navarra i Joan I de França, el rei nen.